# Wallon-Cappel

Wallon-Cappel este o comună în departamentul Nord, Franța. În 1 ianuarie 2022 avea o populație de 798 de locuitori.